# Sabon-Machi
Sabon-Machi è un comune rurale del Niger facente parte del dipartimento di Dakoro nella regione di Maradi.